# RUR-5 ASROC

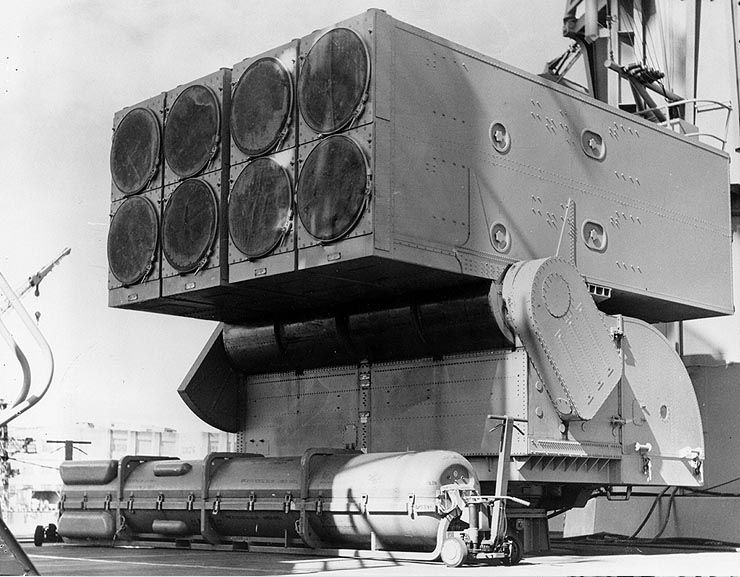
Typowa ośmioprowadnicowa wyrzutnia rakietotorped ASROC z lat 60. i 70.

RUR-5 ASROC – amerykańska rakietotorpeda przeznaczona do zwalczania okrętów podwodnych, produkowana przez koncern Honeywell. Rakietotorpedy te występowały w dwóch konfiguracjach: jądrowej (głowica: W-44) oraz jako nosiciele konwencjonalnych torped MK-44 i MK-46. Do roku 2000 prawie wszystkie pociski tego typu w Marynarce Wojennej Stanów Zjednoczonych zostały wymienione na nowszej generacji rakietotorpedy RUM-139 VL-ASROC.